# Днепровское (Черниговская область)

Днепро́вское (укр. Дніпро́вське; до 1962 г. — Навозы) — село Черниговского района Черниговской области Украины, центр сельского Совета. Расположено на левом берегу протоки Старый Днепр Днепра при впадении реки Дубровка (Ковпыта) (между которыми расположено озеро Старик), в 55 км от районного центра и в 18 км от железнодорожной станции Жидиничи Юго-Западной железной дороги. Население 427 человек.
Код КОАТУУ: 7425581601. Почтовый индекс: 15545. Телефонный код: +380 462.

## История
Основано село в первой половине XII в. Прежнее название — Навозы — получило, очевидно, от того, что в древние времена сюда свозили дань киевским князьям. Советская власть в Днепровском установлена в январе 1918 г. На фронтах Великой Отечественной войны сражались 475 жителей села, из них 152 награждены орденами и медалями, 331 — погибли. Снайпер Г. М. Симанчук удостоен орденов Ленина и Красного Знамени. На территории села установлены памятники в честь советских воинов-освободителей и воинов-односельчан, «отдавших жизнь в борьбе против немецко-фашистских захватчиков». Установлен памятный знак на месте переправы 13-й армии (командующий — генерал Н. П. Пухов) через Днепр в сентябре 1943 года.
Возле Днепровского и Шмаевки обнаружены 2 поселения эпохи неолита (V—IV тысячелетия до н. э.), а на окраинах Днепровского — эпохи бронзы (II тысячелетие до н. э.), раннего железа (VI—III вв. до н. э.), а также древнерусское городище (IX—XIII вв. н. э.).

## Власть
Орган местного самоуправления — Днепровский сельский совет. Почтовый адрес: 15545, Черниговская обл., Черниговский р-н, с. Днепровское, ул. Советская 35.
Днепровскому сельскому совету, кроме Днепровского, подчинены сёла:
- Загатка,
- Повидов,
- Прохоров,
- Старик,
- Шмаевка.